# Ruslan và Lyudmila
Ruslan và Lyudmila (tiếng Nga: Русла́н и Людми́ла, chuyển tự: Ruslán i Lyudmíla) là một tác phẩm sử thi của tác giả Aleksandr Sergeyevich Pushkin xuất bản năm 1820. Bài thơ được viết như một truyện cổ tích sử thi bao gồm sự cống hiến (посвящение), sáu "cantos" (песни) và một phần kết (эпилог). Bài thơ kể câu chuyện về một đạo sĩ tà ác đã bắt cóc Ludmila, con gái Hoàng tử Vladimir của Kievan Rus' (trị vì 980–1015) và nỗ lực của hiệp sĩ dũng cảm Ruslan trong việc tìm và giải cứu cô.

## Lịch sử
Theo tự thuật của Aleksandr Sergeyevich Pushkin, ông sáng tác Ruslan và Lyudmila trong giai đoạn 1818-20, tức là khi vừa tốt nghiệp trường Trung học Hoàng Thôn. Mà theo Pushkin, công việc này giản dị chỉ là tiêu khiển trong những ngày sống "bơ phờ nhất" (самую рассеянную). Vả lại, lúc ấy thể trạng ông không ổn định gì lắm.
Ông đã dựa chủ yếu vào thi pháp Ludovico Ariosto trong trứ tác Chàng Orlando phẫn nộ (Orlando furioso) để biên soạn Ruslan và Lyudmila. Vốn dĩ Pushkin đã đọc Orlando qua bản dịch Pháp ngữ từ thời còn học và lấy làm rất hào hứng, hơn nữa, cội nguồn Orlando cũng ở Trường ca Roland.

Tuy nhiên, theo khảo cứu ở hiện đại hậu kì, để hoàn thành Ruslan và Lyudmila, Aleksandr S. Pushkin đã bổ sung những cảm hứng từ tác phẩm Voltaire, Mikhayl Kheraskov, Nokolay Karamzin, Nikolay Radishchev, hay những giai thoại tráng sĩ Yeruslan Lazarevich.

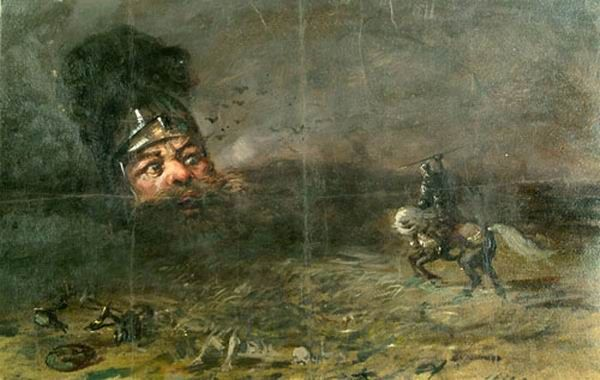
Ruslan đối đầu với cái đầu, tranh của Nikolai Ge

Cũng theo nghiên cứu, một vấn đề sau rốt là Aleksandr S. Pushkin đã thử thách văn tài chớm nở bằng cách hí phỏng bài tình thi Mười hai trinh nữ say ngủ (Двенадцать спящих дев) của thi hào Vasily Zhukovsky. Vì thế, ngay sau khi đọc ấn bản Ruslan và Lyudmila, Zhukovsky đã gửi tặng Pushkin bức chân dung mình kèm lạc khoản "Thầy chiến-bại tặng trò chiến-thắng" (Победителю-ученику от побеждённого учителя), nên có thể coi là một thành công về mặt thi pháp của Pushkin. Tuy nhiên, tới đầu thập niên 1830, khi suy xét lại quãng đời thanh xuân của mình, ông than rằng đấy chỉ là "trò vụng dại" (в угоду черни).

## Nguồn gốc

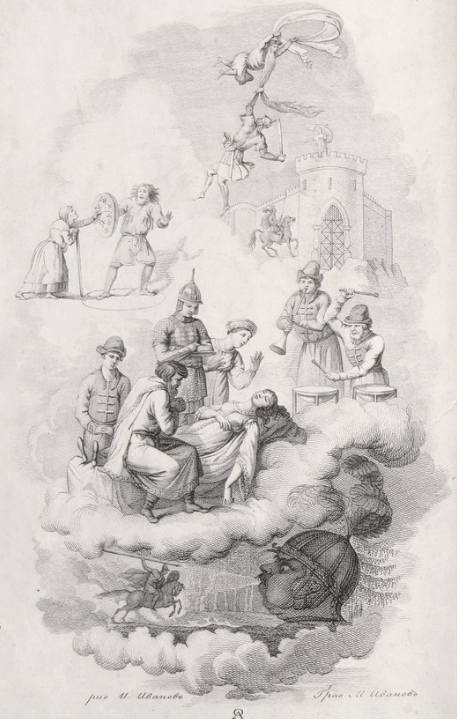
Tờ bìa lót của ấn bản đầu tiên năm 1820

## Nội dung

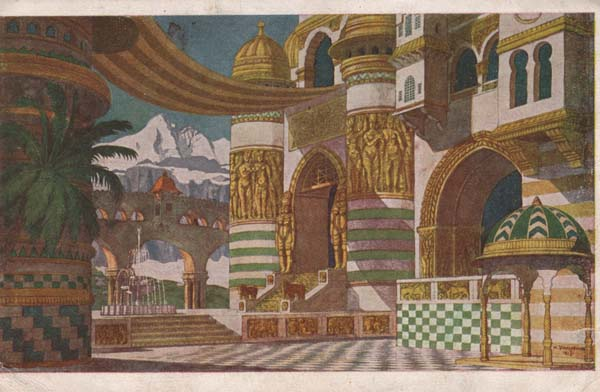
Thiết kế nhà hát opera của Ivan Bilibin năm 1905

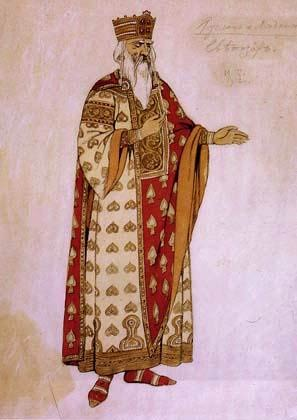
Trang phục do Bilibin thiết kế năm 1905

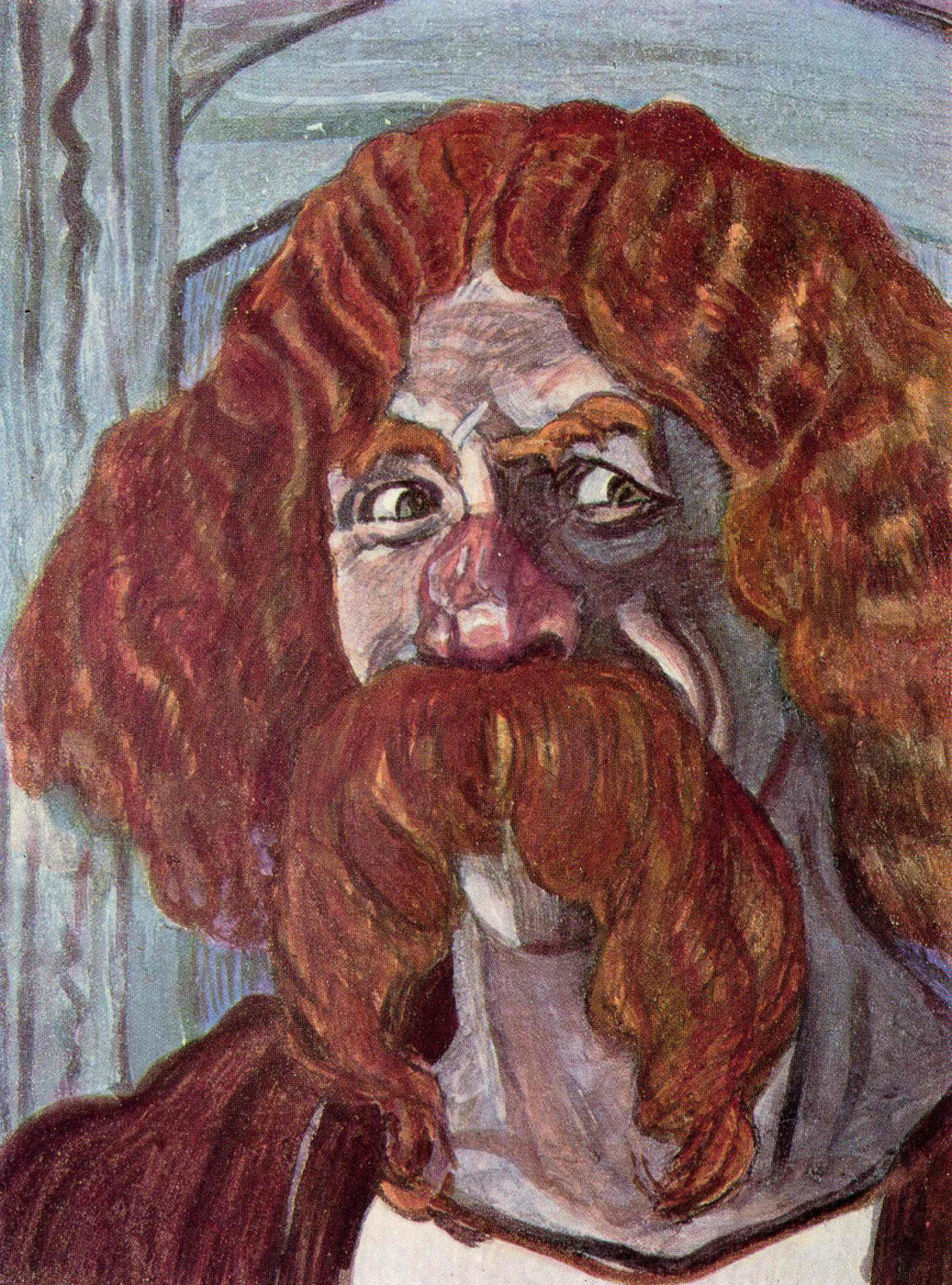
Chaliapin trong vai Farlaf, tranh củaAlexander Golovin